# Френд, Руперт
Руперт Уильям Энтони Френд (англ. Rupert William Anthony Friend; родился в октябре 1981 года) — британский актёр, режиссёр, сценарист и продюсер. Наиболее известный благодаря ролям в фильмах «Гордость и предубеждение», «Мальчик в полосатой пижаме», «Молодая Виктория», «Хитмэн», «5 дней в августе» и сериале «Родина» (номинация на премию «Эмми»).

## Биография
Руперт Френд родился и вырос в деревне Стоунсфилд, графство Оксфордшир. Учился в школе Marlborough School в Вудстоке, но затем переехал в Оксфорд, чтобы поступить в престижную школу Cherwell School и колледж d’Overbroeck’s College. Актёрское образование Френд получил в Лондоне, в Академии драматического искусства Уэббера Дугласа, в которой в своё время обучались такие актёры, как Анджела Лэнсбери, Хью Бонневилль и Натали Дормер.
Первоначально Френд хотел стать археологом и путешествовать вокруг света, посмотрев фильм «Индиана Джонс и последний крестовый поход». Но отказался от идеи, осознав невыгодность занятия. Вместо этого он обратился к актёрскому мастерству, вдохновившись работой Харрисона Форда и Марлона Брандо. Руперт дебютировал в 2004 году, снявшись в картине «Распутник». За роль в этом фильме он был номинирован на соискание премии British Independent Film Awards в категории «Самый многообещающий дебютант» и получил награду Satellite Award как «Выдающийся новый талант». После участия в нескольких проектах, где он в основном играл роли второго плана, актёр появился в таких заметных постановках как «Мальчик в полосатой пижаме», «Шери» (вместе с Мишель Пфайффер) и «Молодая Виктория» (с Эмили Блант).
В 2008 году с актёром Томом Мисоном снял короткометражный фильм «Долгая и грустная сага о братьях-самоубийцах», для которого они совместно создали сценарий, а также исполнили главные роли. В январе 2010 года Френд дебютировал уже как театральный актёр, сыграв роль Митчелла в пьесе Дугласа Картера Бина The Little Dog Laughed.
В 2010 году Френд поставил и спродюсировал ещё одну короткометражную ленту под названием «Стив», для которой он уже самостоятельно написал сценарий. В фильме снялись Колин Фёрт, Кира Найтли и Том Мисон. Премьера картины состоялась в рамках Лондонского кинофестиваля.
С 2012 года начал работать и на телевидении, получив роль в американском телесериале «Родина». За участие в сериале Френд был номинирован на премию «Эмми».
В 2015 году можно было увидеть актёра в главной роли в фильме «Хитмэн», киноадаптации серии видеоигр Hitman. В 2017 году Френд исполнил роль сына Иосифа Сталина Василия в сатирической комедии Армандо Ианнуччи «Смерть Сталина».
В 2018 году вышел фильм «Простая просьба», где Френд сыграл вместе с Блейк Лайвли и Анной Кендрик. Также, в 2018 году в рамках официального конкурса 75-го Венецианского кинофестиваля состоялась премьера фильма «Ван Гог. На пороге вечности». Руперт Френд сыграл в картине брата Винсента Ван Гога, Тео.

## Личная жизнь
С 2005 года встречался с актрисой Кирой Найтли, с которой познакомился на съёмках фильма «Гордость и предубеждение». Пара рассталась в декабре 2010 года, что подтвердил в интервью газете The Sun отец Киры Найтли.
С 2013 года встречался с Эйми Маллинз. Их свадьба состоялась 1 мая 2016 года.

## Фильмография
| Год       |   | Русское название                             | Оригинальное название                                      | Роль                   |
| --------- | - | -------------------------------------------- | ---------------------------------------------------------- | ---------------------- |
| 2004      | ф | Распутник                                    | The Libertine                                              | Билли Даунс            |
| 2005      | ф | Гордость и предубеждение                     | Pride and Prejudice                                        | Джордж Уикхем          |
| 2005      | ф | Госпожа Палфрей в Клейрмонте                 | Mrs. Palfrey at the Claremont                              | Людовик Майер          |
| 2007      | ф | Звёзды под Луною                             | The Moon and the Stars                                     | Ренцо Даверио/Сполетта |
| 2007      | ф | Последний легион                             | The Last Legion                                            | Деметрий               |
| 2007      | ф | Вне закона                                   | Outlaw                                                     | Сэнди Марделл          |
| 2007      | ф | Территория девственниц                       | Virgin Territory                                           | Алессандро Феличе      |
| 2008      | ф | Джолин                                       | Jolene                                                     | Коко Леже              |
| 2008      | ф | Мальчик в полосатой пижаме                   | The Boy in the Striped Pyjamas                             | Курт Котлер            |
| 2009      | ф | Шери                                         | Cheri                                                      | Фред «Шери» Пелу       |
| 2009      | ф | Молодая Виктория                             | The Young Victoria                                         | принц Альберт          |
| 2009      | ф | Долгая и грустная сага о братьях-самоубийцах | The Continuing and Lamentable Saga of the Suicide Brothers | Бурбон                 |
| 2010      | ф | Колыбельная для Пи                           | Lullaby for Pi                                             | Сэм                    |
| 2010      | ф | Дитя                                         | The Kid                                                    | Кевин Льюис            |
| 2010      | ф | 5 дней в августе                             | 5 Days of August                                           | Томас Андерс           |
| 2012—2017 | с | Родина                                       | Homeland                                                   | Питер Куинн            |
| 2012      | ф | Рени / Написать любовь на её руках           | Renee                                                      | Дэвид МакКенна         |
| 2013      | ф | От звонка до звонка                          | Starred Up                                                 | Оливер                 |
| 2014      | ф | Встретимся в Черногории                      | Meet Me in Montenegro                                      | Стивен                 |
| 2015      | ф | Хитмэн: Агент 47                             | Hitman: Agent 47                                           | Агент 47               |
| 2017      | ф | Смерть Сталина                               | The Death of Stalin                                        | Василий Сталин         |
| 2018      | ф | Простая просьба                              | A Simple Favor                                             | Дэнис Найлон           |
| 2018      | ф | Ван Гог. На пороге вечности                  | At Eternity's Gate                                         | Тео Ван Гог            |
| 2018—2019 | с | Странный ангел                               | Strange Angel                                              | Эрнест Донован         |
| 2021      | ф | Французский вестник                          | The French Dispatch                                        | сержант на учениях     |
| 2021      | ф | Бесконечность                                | Infinite                                                   | Батхерст               |
| 2021      | ф | Разлука                                      | Separation                                                 | Джефф Ван              |
| 2022      | ф | Уолдо                                        | Waldo                                                      | Уилсон Сикорский       |
| 2022      | с | Оби-Ван Кеноби                               | Obi-Wan Kenobi                                             | Гранд Инквизитор       |
| 2022      | с | Анатомия скандала                            | Anatomy of a Scandal                                       | Джеймс Уайтхаус        |
| 2023      | ф | Город астероидов                             | Asteroid City                                              | Монтана                |
| 2023      | с | Детектив под кайфом                          | High Desert                                                | Гуру Боб               |
| 2024      | ф | Американское общество негров-волшебников     | The American Society of Magical Negroes                    | Мик                    |
| 2024      | ф | Досье «Чёрная канарейка»                     | Canary Black                                               | Дэвид Брукс            |
| 2025      | ф | Мир Юрского периода: Возрождение             | Jurassic World: Rebirth                                    | Мартин Кребс           |
| 2025      | ф | Финикийская схема                            | The Phoenician Scheme                                      | Экскалибер             |
| 2025      | ф | Компаньон                                    | Companion                                                  | Сергей                 |